# Pierre Schildknecht
Pierre Schildknecht, auch bekannt als Pierre Schild und Pedro Schild (* 1892 in Sankt Petersburg, Russisches Kaiserreich; † 1968 in Madrid, Spanien) war ein russischstämmiger Filmarchitekt beim französischen, spanischen und portugiesischen Film.

## Leben und Wirken
Schildknecht, über dessen Leben nur bruchstückhafte Informationen existieren, war „ein führender Szenenbildner des französischen Avantgarde- und Kunst-Kinos“. Der gebürtige St. Petersburger erhielt seine künstlerische Ausbildung in seiner Heimatstadt und begann als Ausstatter am Kaiserlichen Theater St. Petersburgs / Petrograds. Infolge der Oktoberrevolution floh Schildknecht zu Beginn der 1920er Jahre nach Westeuropa.
In Paris knüpfte Schildknecht Kontakte zu führenden Filmemachern wie Marcel L’Herbier, Claude Autant-Lara, Abel Gance, Christian-Jaque und Luis Buñuel. Der exilrussische Produzent Jacques Ermolieff holte ihn in seine Firma und stellte ihm den arrivierteren Kollegen Ivan Lochakoff, gleichfalls ein Exilrusse, zur Seite. Schildknechts erste bedeutendere Arbeit wurde eine Inszenierung des zaristischen Leinwandstars Iwan Mosjukin (Ehegeschichten). 1925 holte Gance Schildknecht als einen von mehreren Szenenbildnern für die Kulissen zu seiner monumentalen Napoleon-Filmbiografie. Im selben Zeitraum entwarf Pierre Schildknecht auch die Filmbauten zu drei in Pariser Ateliers entstandenen, spanischen Inszenierungen Benito Perojos. 1928 war Schildknecht für die optische Gestaltung von Buñuels surrealistischem Kurzfilm Ein andalusischer Hund mitverantwortlich und designte zwei Jahre darauf auch die Kulissen für dessen Das goldene Zeitalter. Bis zum Ausbruch des Zweiten Weltkriegs arbeitete Schildknecht darüber hinaus mit den Regisseuren Georges Lacombe, Edmond Gréville, Hans Behrendt, Augusto Genina, A. W. Sandberg sowie den Exilrussen Nicolas Rimsky, Nicolas Evreinoff, Wladimir Strijewski, Alexis Granowsky, Mark Sorkin und Léonide Moguy zusammen. Die szenischen Ergebnisse gingen dort jedoch nur selten über reine Routine hinaus.
Mit der Besetzung Frankreichs durch die Wehrmacht floh der Jude Schildknecht nach Spanien, wo er seine Arbeit an konventionellen Filmen – überwiegend Romanzen, Melodramen und Abenteuergeschichten – fortsetzte. Unmittelbar nach Kriegsende arbeitete Pierre Schildknecht zwei Jahre lang beim portugiesischen Film. Bei mehreren späten Filme gestaltete Schildknecht auch die Spezialeffekte. Schildknecht nannte sich in Frankreich auch mehrfach Pierre Schild, in Spanien Pedro Schild.

## Filmografie
- 1923: Ehegeschichten (Le brasier ardent)
- 1924: Más allá de la muerte
- 1925: Boy
- 1926: Der Kurier des Zaren (Michel Strogoff)
- 1926: Napoleon
- 1926: El negro que tenía el alma blanca
- 1927: Papitou (La sirène des tropiques)
- 1928: La vierge folle
- 1928: Ein andalusischer Hund
- 1929: Fécondité
- 1929: Mon béguin / Miss Lohengrin
- 1929: Nuits de princes
- 1930: Das goldene Zeitalter
- 1930: La femme d’une nuit (auch dt. Vers.: Die Königin einer Nacht)
- 1930: Le capitaine jaune
- 1931: Un coup de téléphone
- 1931: Pas sur la bouche
- 1932: Der Tugendkönig (Le rosier de Madame Husson)
- 1932: König Pausole
- 1933: Cette nuit-la
- 1933: Le simoun
- 1934: Jeunesse
- 1934: Liebe (Remous)
- 1934: Le scandale
- 1935: Princesse Tam-Tam
- 1935: Le mascotte
- 1935: Retour au paradis
- 1936: Wolgaschiffer (Les bateliers de la Volga)
- 1936: Josette
- 1936: Unruhe im Mädchenpensionat (Le mioche)
- 1936: Monsieur Personne
- 1937: François I.
- 1937: Hercule
- 1937: Im Osten nichts Neues (Les pirates du rail)
- 1938: Raphaël le tatoué
- 1938: Das Geheimnis von St. Agil (Les Disparues de Saint-Agil)
- 1938: Ernest le rebelle
- 1938: Er und seine Schwester (Ma sœur de lait)
- 1939: Dernière jeunesse
- 1939: Die Nacht der Vergeltung (Angelica)
- 1940: Marianela
- 1940: La florista de la reina
- 1941: Héroe a la fuerza
- 1941: Los millones de Polichinela
- 1941: Pepe conde
- 1942: Fiebre
- 1942: Succedio en Damasco
- 1943: Dora la espia
- 1944: El rey de las finanzas
- 1944: Tarjeta de visita
- 1944: El testamento del Virrey
- 1945: Su ultima noche
- 1945: Tierra sedienta
- 1945: Inês de Castro
- 1946: Camões
- 1946: A mantilha de Beatriz
- 1947: O leaõ da estrela
- 1947: Extraño amanecer
- 1948: Una noche en blanco
- 1949: La duquesa de Benameji
- 1949: De mujer a mujer
- 1950: Balarrasa
- 1951: Una cubana en España
- 1954: La cruz de mayo
- 1954: La danza de los deseos
- 1955: La herida luminosa
- 1957: Luftschlösser (Il conte Max)
- 1958: Amore a prima vista
- 1958: Carlota
- 1959: La quiniela